# Torjus Sleen
Pour les articles homonymes, voir Sleen (homonymie).
Torjus Sleen, né le 30 mars 1997 à Tønsberg, est un coureur cycliste norvégien.

## Biographie
Au mois d'août 2018, il termine sixième du Tour de République tchèque.
Il met un terme à sa carrière cycliste à l'issue de la saison 2022. 

## Palmarès et résultats

### Palmarès par année
- 2015
  - 2e du championnat de Norvège du contre-la-montre par équipes juniors
  - 2e du championnat de Norvège du contre-la-montre juniors
  - 3e du championnat de Norvège sur route juniors
- 2018
  -  Champion de Norvège sur route espoirs
- 2019
  - 10e du championnat du monde sur route espoirs
- 2020
  - 2e du championnat de Norvège du contre-la-montre par équipes

### Classements mondiaux
| Année                                 | 2017  | 2018 | 2019 | 2020  | 2021  | 2022  |
| ------------------------------------- | ----- | ---- | ---- | ----- | ----- | ----- |
| Classement mondial                    | 1899e | 771e | 981e | 1482e | 2718e | 2885e |
| UCI Europe Tour                       | 1211e | 462e | 706e | 1110e | 1774e | 1732e |
|                                       |       |      |      |       |       |       |
| Légende : nc = non classéSource : UCI |       |      |      |       |       |       |